# Pandżakent (dystrykt)
Pandżakent (tadż. Ноҳияи Панҷакент, pers. ناحیۀ پنجکنت) – dystrykt w zachodniej części wilajetu sogdyjskiego w Tadżykistanie, graniczący z Uzbekistanem. Jego stolicą jest miasto Pandżakent. Jego powierzchnia wynosi 3670,9 km². Według spisu z 2016 dystrykt zamieszkuje 237 200 osób.

## Podział administracyjny
Dystrykt dzieli się na 14 dżamoatów:
- Sarazm
- Khurmi
- Amondara
- Kalifa Hassan
- Sudżina
- Jori
- Farob
- Mugijon
- Kosatarosz
- Kołkozczijon
- Rudaki
- Czinor
- Szing
- Woru